# Жасмин Сэнт-Клэр
Жасмин Сэнт-Клэр (англ. Jasmin St. Claire, род. 23 октября 1972 года) — бывшая американская порноактриса с Виргинских островов. Известна также как профессиональный рестлер, в первую очередь в ECW. Выступала в соревнованиях по профессиональной борьбе, снялась в фильмах Communication Breakdown (комедия, США, 2004 г.) и «Переполох в общаге 2: Семестр на море» (комедия, США, 2006 г.).

## Ранняя жизнь
Родилась 23 октября 1972 года на Санта-Крус, Виргинские острова, США. Американка, имеет бразильские и русские корни.

## Карьера

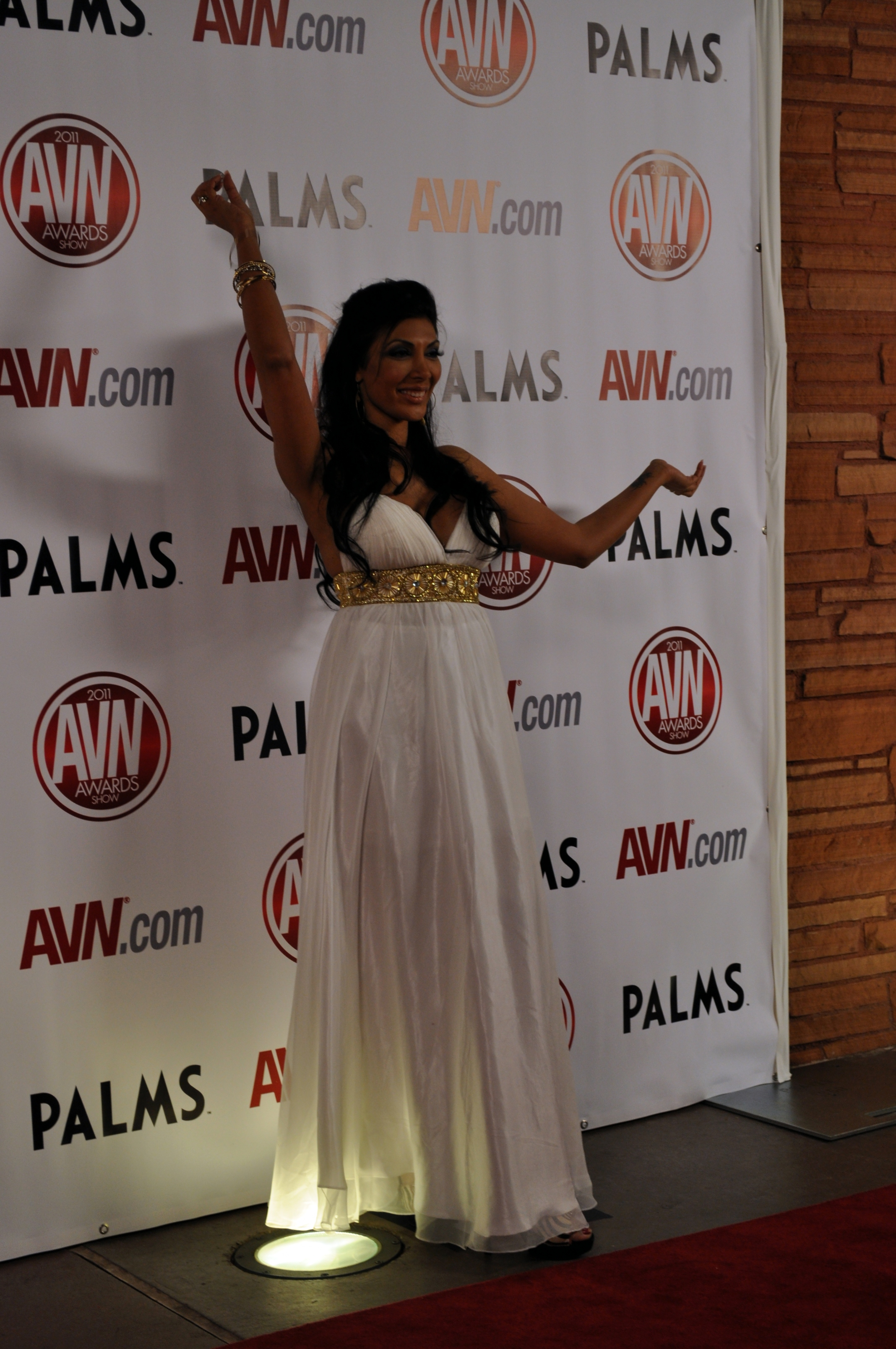
Сэнт-Клэр на AVN Awards, 2011 год

### Кино
Из всех ролей в порно наиболее известна своим участием в World’s Biggest Gang Bang 2, сиквеле 1996 года к World's Biggest Gang Bang, в котором объявлена как исполнившая рекордные 300 половых актов с 300 мужчинами в 24-часовой период. Позже Сэнт-Клэр описала видео как «один из самых больших обманов, когда-либо снятых в порнобизнесе». С её слов, были засняты лишь около 30 мужчин, только десять из которых действительно могли исполнять секс перед камерой.
Сэнт-Клэр давала интервью на «шоу Говарда Стерна» по поводу участия в этом фильме вместе с Аннабель Чонг, предыдущим рекордсменом, как до, так и после мероприятия. Впоследствии она снялась во втором фильме о генг-бенге, Jasmin’s Last Gang Bang (1998 года). Продолжала сниматься в фильмах для взрослых до 2000 года, появившись в 73 кинокартинах. В 2011 году была введена в зал славы AVN.
Впоследствии Сэнт-Клэр недолгое время снималась в независимых непорнографических фильмах. С 2003 года она снялась в четырёх straight-to-DVD фильмах: Blood! Broads! And Brawls, Recipe for Disaster, Communication Breakdown и Swamp Zombies. Впоследствии работала на DVD-журнале MetalDarkside. Также ведёт телешоу Metal Scene и является корреспондентом бразильского журнала Rock Brigade.

### Профессиональный реслинг
У Сэнт-Клэр была непродолжительная карьера в ECW, во время которой она спарринговала с «Королевой Экстрима» Франсин (англ. Francine Fournier). Также выступала для Xtreme Pro Wrestling (XPW). Несколько раз выступала на XWF под именем Jazzy и руководила командой The Public Enemy.
В июле 2002 года Сэнт-Клэр дважды выступала за Total Nonstop Action Wrestling. Во время первого выступления 10 июля 2002 года она исполнила стриптиз. Неделю спустя, 17 июля, Франсин напала на Сент-Клер, когда она давала интервью Голди Локс. Позже, вечером, у них был поединок, в результате которого обе женщины были раздеты до нижнего белья. Все закончилось дисквалификацией после вмешательства The Blue Meanie, а Франсин унесли на носилках. Это было единственное выступление Сэнт-Клэр в рестлинге.
Сэнт-Клэр также финансировала и помогла запустить промоушен Pro-Pain Pro Wrestling (3PW) вместе со своим бойфрендом Брайаном Хеффроном (Brian Heffron), бывшей звездой ECW «Blue Meanie». Она говорит, что обучалась у Хеффрона около года, прежде чем выйти на ринг. Она была менеджером и Хеффрона, и команды The Public Enemy.

## Галерея

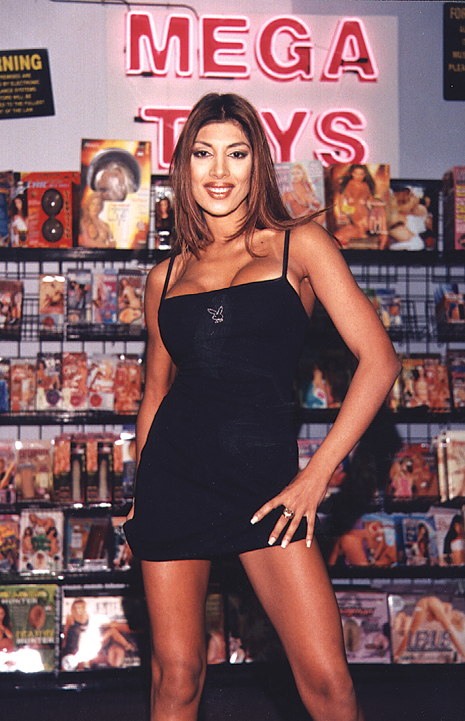
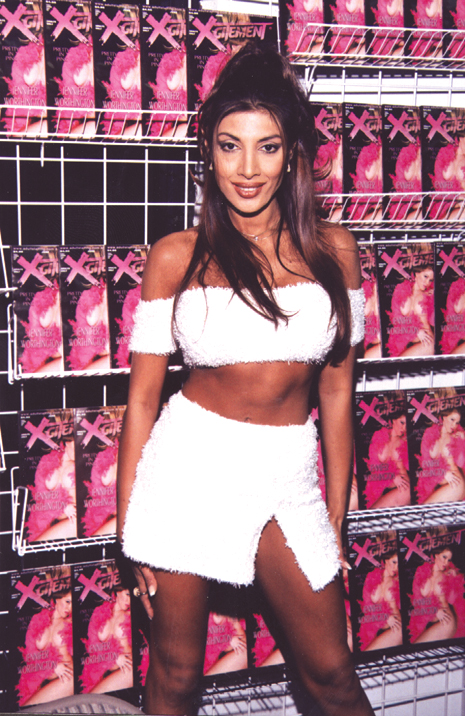
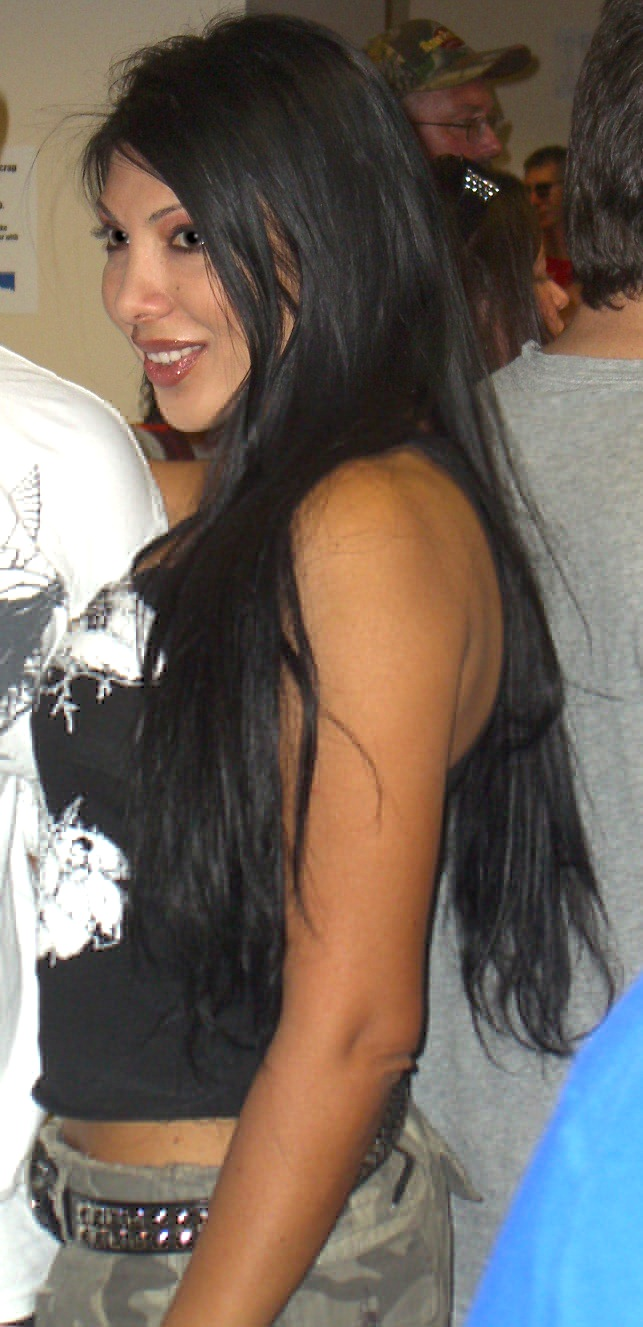

## Награды
- 2011 включена в зал славы AVN[7]